# Diocesi di Anzio

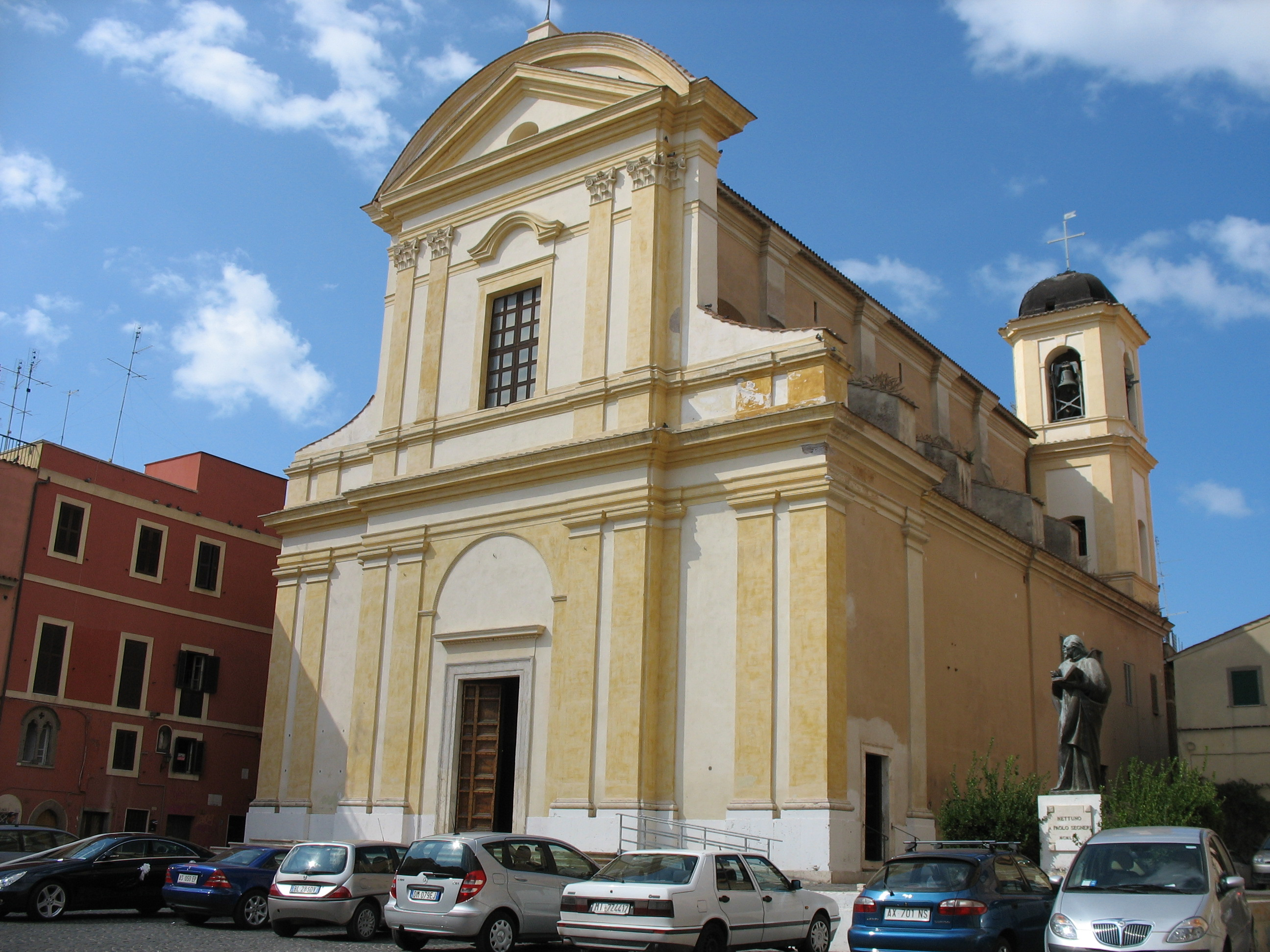
La chiesa collegiata di San Giovanni a Nettuno, la quale, secondo alcuni storici, ha ereditato i diritti dell'antica chiesa cattedrale di Antium, dalla quale deriverebbe (secondo supposizioni, è collocata nello stesso sito).

La diocesi di Anzio (in latino Dioecesis Antiatensis) è una sede soppressa e sede titolare della Chiesa cattolica.

## Territorio
Una cartina illustra i presunti confini della diocesi anziate, che lungo la costa doveva estendersi fin quasi a Tor San Lorenzo, a occidente, fino al Lago dei Monaci a oriente, comprendendo nell'entroterra un vasto territorio tra cui la località di Conca (oggi Borgo Montello).

## Storia
Sono poche le notizie legate alla diocesi di Antium, che secondo alcuni studiosi aveva nel martire romano sant'Ermete il suo patrono.
Infatti, Anastasio bibliotecario riferisce che, nel 419, Bonifacio ed Eulalio, protagonisti di uno scisma, furono espulsi da Roma: "..habitavit Bonifacius in coemeterio sanctae Felicitatis Martyris via Salaria: Eulalius vero in civitate Antii ad Sanctum Hermen", ossia: "Bonifacio abitò nel cimitero di santa Felicita Martire, nella via Salaria; Eulalio, invece, nella città di Antium, presso Sant'Ermete".
Della diocesi anziatina si conosce il nome del vescovo Gaudenzio, che nel 465, con altri cinquantuno vescovi (tra cui quello di Albano), partecipò al sinodo di Roma indetto da papa Ilario. Si sa poi dell'esistenza del vescovo Felice, che con altri quarantatré vescovi, nel 487 prese parte al concilio lateranense indetto da papa Felice III. Il suo successore, Vindemio, presenziò ai sinodi del 499 e del 501, entrambi indetti da papa Simmaco; in quello del 499 si firmò Vindemius Episcopus Antiatinae Ecclesiae subscripsi ("lo Vindemio, Vescovo della Chiesa Anziatina, ho sottoscritto").
La diocesi fu poi soppressa nel VI secolo per via delle incursioni barbariche.
Diverse fonti e indizi sembrano confermare, secondo alcuni storici, che l'attuale chiesa collegiata di San Giovanni nella città di Nettuno (chiamata Capitolo di Nettuno) abbia ereditato, in un tempo imprecisato, i diritti dell'antica chiesa cattedrale di Antium, dalla quale deriverebbe (secondo supposizioni, è collocata nello stesso sito); è attestato infatti che la detta chiesa nettunese conserva, da tempi remoti, il titolo di "madre di Anzio (Antium) e di Conca" (Capitulum collegiatae ecclesiae Neptuni mater Antii et Chonchae).
Dal 1969 Antium è annoverata tra le sedi vescovili titolari della Chiesa cattolica con il nome di Anzio; dal 19 settembre 2016 il vescovo titolare è Oscar Eduardo Miñarro, vescovo ausiliare di Merlo-Moreno e amministratore apostolico di Alto Valle del Río Negro.

## Cronotassi

### Vescovi
- Gaudenzio † (menzionato nel 465)
- Felice † (menzionato nel 487)
- Vindemio † (prima del 499 - dopo il 501)

### Vescovi titolari
- Mario Nasalli Rocca di Corneliano † (11 aprile 1969 - 28 aprile 1969 nominato cardinale diacono di San Giovanni Battista Decollato)
- Emanuele Clarizio † (14 giugno 1969 - 16 aprile 2001 deceduto)
- Giuseppe De Andrea † (28 giugno 2001 - 29 giugno 2016 deceduto)
- Oscar Eduardo Miñarro, dal 19 settembre 2016